# American Cancer Society
Pour les articles homonymes, voir ACS.
La American Cancer Society (ACS) est une organisation à but non lucratif américaine créée en 1913 pour lutter contre le cancer. Son siège est à Atlanta.

## Histoire
La société a originellement été fondée le 22 mai 1913 par quinze médecins et hommes d'affaires à New York sous le nom de American Society for the Control of Cancer (ASCC). Le nom actuel est adopté en 1945,. À l'époque durant laquelle la société a été fondée, il était difficile de prononcer le mot « cancer » en public ; 75 000 cas de décès étaient lié au cancer rien qu'aux États-Unis. Le symbole est adopté par la American Cancer Society en 1928, et créé par George E. Durant de Brooklyn, New York.

## Organisation institutionnelle
La société s'organise en douze divisions géographiques du domaine médical et recense des volontaires employés dans 900 bureaux américains,. Ses bureaux principaux sont localisés au American Cancer Society Center (en) à Atlanta.